# تاكايا هاشي
تاكايا هاشي (土師孝也 هاشي تاكايا) (اسمه الحقيقي تاكايا كاتو (加藤孝也 كاتو تاكايا)) هو ممثل ياباني ولد في 8 سبتمبر 1952م في طوكيو.

## أدواره في الأنمي

### مسلسلات أنمي تلفزيونية
- قبضة نجم الشمال - توكي، أميبا
- بيسميكر كوروغاني - كوندو إيسامي
- آوتلو ستار - جيليام، الراوي
- دي جرايمان - فروا تييدول
- ناروتو شيبودن - كاكوزو
- روك لي وأصدقائه النينجا - كاكوزو
- البدلة المتنقلة جاندام 00 - ريف إيفمان
- برج درواغا 〜the Aegis of URUK〜 - الملك جلجامش
- برج درواغا 〜the Sword of URUK〜 - الملك جلجامش
- بوكيمون - فلينت
- هاجيمي نو إيبو - مدرب أكيرا شيغيتا
- رؤيا إسكافلوني - ليون شيزار
- زامد الذكرى الضائعة - قائد جيش جزيرة سينتان
- إينيشيال دي Fourth Stage - المدرب تودو
- كاوبوي بيبوب - تيدي بومبر
- رينبو: نيشا روكوبو نو شيتشينين - غيسكي ساساكي
- خيميائي الفولاذ - ماجيهال
- تينبو إيبون أياكاشي أياشي - أتوبي يوشيسكي
- شيكاباني هيمي: أكا - إيساكا
- شيكاباني هيمي: كورو - إيساكا
- يوميات المستقبل - جون باكس
- غيلتي كراون - اللواء يان
- تشايكا أميرة التابوت - روبرت أبارث
- معرض الفن المزيف - بيتر لاستمان
- أوشيو و تورا - الراوي
- غارو: ختم اللهب - ميندوزا
- المحقق كونان - جون أومورا
- ديمنشن دبليو - شيدو يوريزاكي
- كيزناييفر - والد رورو
- ذا غود أوف هاي سكول - جون جيسان
- ون بيس - إينواراشي
- داي الشجاع (2020) - فيرن

### أنمي الإنترنت
- سورد غاي ذي أنيميشن - كازوما ماتوبا
- بوكيمون جينيريشنز - AZ

### أوفا أنمي
- سوبرنتشرل ذي أنيميشن - جون وينشيستر

### أفلام أنمي
- سلسلة أفلام بريك بليد
  - بريك بليد: الفصل الثاني «مفترق الطرق» - لوكيس
  - بريك بليد: الفصل الثالث «جرح سيف القاتل» - لوكيس

## أدواره في ألعاب الفيديو
- ناروتو: باورفل شيبودن - كاكوزو
- ناروتو شيبودن: ألتيميت نينجا ستورم ريفولوشن - كاكوزو
- ناروتو شيبودن: ألتيميت نينجا ستورم 4 - كاكوزو
- ناين آورز، ناين بيرسونز، ناين دورز - إيس
- سلسلة ألعاب غيلتي جير
  - غيلتي جير Xrd - سلاير (REVELATOR)

## أدواره في الدبلجة اليابانية
- سلسلة أفلام هاري بوتر
  - هاري بوتر وحجر الفيلسوف - سيفروس سنيب
  - هاري بوتر وحجرة الأسرار - سيفروس سنيب
  - هاري بوتر وسجين أزكابان - سيفروس سنيب
  - هاري بوتر وكأس النار - سيفروس سنيب
  - هاري بوتر وجماعة العنقاء - سيفروس سنيب
  - هاري بوتر والأمير الهجين - سيفروس سنيب
  - هاري بوتر ومقدسات الموت – الجزء 1 - سيفروس سنيب
  - هاري بوتر ومقدسات الموت – الجزء 2 - سيفروس سنيب
- سوبرنتشرل - جون وينشيستر
- الفتى أسترو - الرئيس ستون
- الطريق الثوري - بارت بولوك
- الأطفال الصغار - الراوي
- نهوض الحراس - سانتا كلوز
- جثة العروس - اللورد فينيس إيفرغلوت

## وصلات خارجية
- تاكايا هاشي على موقع IMDb (الإنجليزية)
- تاكايا هاشي على موقع ميوزك برينز (الإنجليزية)
- تاكايا هاشي على موقع أول موفي (الإنجليزية)
- تاكايا هاشي على موقع قاعدة بيانات الأفلام السويدية (السويدية)
- تاكايا هاشي على موقع قاعدة بيانات الفيلم (الإنجليزية)
- تاكايا هاشي على موقع كينوبويسك (الروسية)
- تاكايا هاشي على موقع ANN person (الإنجليزية)